# Voo Angara Airlines 2311
O Voo Angara Airlines 2311 foi um voo doméstico regular operado pela Angara Airlines entre o Aeroporto de Ignatyevo para o Aeroporto de Tynda, na Rússia. 
Em 24 de julho de 2025, a aeronave caiu durante a aproximação final, com baixa visibilidade, em sua segunda tentativa de pouso. O avião, um Antonov An-24RV, caiu a cerca de 16 kilometres (9,9 mi) do aeroporto de Tynda, em uma floresta próxima à cidade, localizada no Oblast de Amur, no leste da Rússia. Todos os 42 passageiros e seis tripulantes a bordo morreram.

## Antecedentes

### Aeronave
A aeronave envolvida, fabricada em 29 de janeiro de 1976, era um Antonov An-24RV de 49 anos de uso, registrada sob a matrícula RA-47315. Voou inicialmente para a Aeroflot, antes da dissolução da União Soviética, em 1991. Também operou pelas companhias Nizhny Novgorod Airlines, Kampuchea Airlines, KurskAvia, Izhavia, Aeroservis e RusLine. Na época do acidente, a Angara Airlines operava dez aeronaves Antonov An-24, todas construídas entre 1972 e 1976.
Segundo a Agência Federal de Transporte Aéreo, a aeronave esteve envolvida em quatro incidentes desde 2018, e autoridades informaram que ela havia passado por uma inspeção técnica recente. O certificado de aeronavegabilidade foi renovado em 2021, com validade até 2036.

### Passageiros e tripulação
Havia 42 passageiros e 6 tripulantes a bordo da aeronave. Entre os passageiros, estavam cinco crianças. Cinco dos ocupantes eram funcionários da empresa Ferrovias Russas. Uma 43.ª passageira não embarcou porque sua neta estava doente. Um dos passageiros era cidadão chinês.
O comandante era Vyacheslav Logvinov, de 61 anos, formado pelo Instituto Militar Talgat Bigeldinov das Forças de Defesa Aérea. Ele já havia trabalhado para a IrAero antes de ingressar na Ferrovias Russas. O primeiro oficial era Kirill Plaksin, de 37 anos.

## Acidente
O avião pousou no Aeroporto de Ignatyevo às 8h20 para reabastecer e embarcar novos passageiros antes de decolar novamente às 11h20. A partida original estava prevista para as 9h10, mas houve um atraso de 1 hora e 35 minutos devido ao mau tempo. De acordo com a Interfax, a rota de voo incluía paradas em Khabarovsk, Blagoveshchensk e Tynda. No momento do acidente, o voo estava se aproximando de seu destino final de Tynda, uma cidade no Oblast de Amur, quando desapareceu do radar. A aeronave fez uma aproximação final perdida na pouca visibilidade ao redor do aeroporto de Tynda e teve que fazer uma segunda tentativa de pouso, durante a qual não conseguiu se apresentar em um ponto de verificação. O contato com a aeronave foi perdido às 13h00 VLAT (UTC+10). Nenhuma chamada de socorro foi recebida da tripulação de voo.
No momento do acidente, os ventos sopravam a 40 graus a 4 knots (2,1 m/s; 4,6 mph), a visibilidade era 9.999 metres (32.805 ft) com chuva leve, nuvens cúmulos-nimbos dispersas a 210 metres (690 ft) e outras nuvens a 600 metres (2.000 ft). A temperatura era 17 °C (63 °F) com pressão QNH de 1002 hPa.
Os destroços em chamas da aeronave foram encontrados às 17h30 por um helicóptero de resgate da Rosaviatsia 16 kilometres (9,9 mi) de Tynda. A mídia russa relatou que os destroços estavam localizados na encosta de uma montanha sem sobreviventes. Não havia estradas para o local do acidente, então uma equipe de resgate com mais de 100 pessoas teve que usar maquinário pesado para abrir um caminho até lá. Os socorristas chegaram ao local do acidente às 23h. O acesso por terra foi dificultado pelo terreno remoto e pantanoso.

## Consequências
Três dias de luto foram declarados na região de Amur em pesar pelas vítimas do acidente. O ministro dos Transportes da região, Andrei Nikitin, afirmou que 5 milhões de rublos seriam concedidos como compensação às famílias das vítimas. Os líderes da Armênia, Índia, Bielorrússia, China, Egito e Cazaquistão enviaram condolências ao presidente russo Vladimir Putin em razão do acidente.

## Investigação
O Comitê Investigativo da Rússia abriu uma investigação para apurar as causas do acidente. Os gravadores de dados de voo da aeronave foram recuperados um dia ao desastre.